# Nicolae Bradulov
Nicolae Bradulov (în alfabetul chirilic Николай Брадулов) este un general-locotenent de miliție din Republica Moldova, care a deținut funcția de ministru al afacerilor interne în Guvernul Republicii Moldova (1961-1985).